# Polissons et Galipettes
 Pour plus de détails, voir Fiche technique et Distribution
Polissons et Galipettes est un film français sorti en 2002. Il s'agit d'un montage de douze courts métrages pornographiques, de réalisateurs anonymes, datant du début du XXe siècle, compilés par Michel Reilhac.

## Synopsis
Il s'agit de plusieurs films érotiques muets du début du XXe siècle. Ils étaient programmés en séances dans les salons d'attente des bordels huppés. Les films sont compilés et produits par Michel Reilhac et Mélange Production. Le film est diffusé lors de la Quinzaine des réalisateurs au Festival de Cannes le 19 mai 2002.

### La Coiffeuse
Filmé dans un décor de théâtre en un seul plan séquence et en plan américain, La Coiffeuse (1905) présente une jeune femme souriante, le buste nu et un drapé lui couvrant légèrement le ventre, qui se coiffe longuement, puis enroule ses cheveux en chignon, y pique des épingles. Elle se saisit d'un miroir et y adjoint une fleur.

### L'Atelier Faiminette
Filmé en intérieur, L'Atelier Faiminette (1921) est composé de deux séquences. L'une se passe dans un atelier de couture : une jeune femme découvre à terre une souris. Tout le monde grimpe précipitamment sur les chaises et tables. De peur, les couturières soulèvent leurs jupes, dévoilant bas et sous-vêtement. Mais c'est une mauvaise blague, et la coupable est châtiée : allongée sur la table de travail, on lui donne longuement la fessée. La deuxième séquence commence : dans l'atelier, une couturière remonte sa jupe à la recherche de puces. Elle passe dans une pièce attenante avec une collègue qui la dévêt et trouve deux puces qu'elle écrase aussitôt. Elle découvre aussi le sein de sa collègue, qui se laisse embrasser. Les deux jeunes femmes se retrouvent bientôt dans le lit, pratiquement nues, souriantes, s'embrassant la bouche et le sexe. Arrive alors un homme en costume, qui fait scandale, et qu'on peut imaginer être un client ou le patron. Elles le supplient à genoux, avant de le déshabiller à son tour. Première scène de triolisme : l'une se fait caresser tandis que l'autre pratique une fellation. Deuxième scène de triolisme : l'homme lèche l'anus de l'une, qui elle-même lèche le sexe de l'autre. Troisième scène de triolisme : l'homme tente de pénétrer la jeune femme sans y parvenir et fait de telles grimaces qu'il tombe à terre, le sexe en main, devant les jeunes femmes hilares.

### Abbot Bitt au couvent
Dans un couvent, un cuisinier observé à travers le passe-plats de la cuisine offre les jeux érotiques de deux bonnes sœurs dans la salle à manger. Un moine survient discrètement derrière le curieux...

### La Fessée à l'école
Dans une salle de classe, un professeur féminin (Mme C. Verre) écrit sur un tableau des opérations mathématiques. Une fille est à côté du tableau. Elle a du mal a répondre aux problèmes. Une fille punit l'aide par derrière. La professeure voit la ruse de l'élève et lui dit qu'elle va avoir droit à une fessée. Mais pendant que l'élève résout le problème au tableau, elle ne se doute pas que les fessées deviennent des caresses. Après, la professeure fait le même stratagème à l'autre fille. C'est à ce moment que l'inspecteur Mr. Bodart arrive dans la classe. Il est surpris et il décide de punir tout le monde. Il donne des fessées, leur demande une fellation et prend en levrette l'élève punie.

### Mousquetaire au restaurant
Dans un village, un mousquetaire s'adresse à une aubergiste. Il a besoin de se restaurer. La particularité de ce film c'est que chaque plat (dans le plat de la moutarde) correspond à un préliminaire ou une position. Le film se termine en triolisme.

### La Voyeuse
Dans ce film, deux femmes regardent un homme uriner. Elles attendent que c'est fait et mettent une carte de visite sur le sol. L'homme remarque qu'il oublie quelque chose. Il lit la carte et se rend à l'adresse. Le film se termine aussi en triolisme.

### Le Ménage moderne de Madame Butterfly
Le film pastiche les personnages de l'opéra Madame Butterfly. Madame Butterfly, en compagnie de sa servante Soussouki, attend le retour de son amant, le lieutenant américain Pinkerton. Les deux femmes pour patienter ont des rapports lesbiens. 
Pinkerton, de retour, est accueilli par son boy Pinh-Lop, qui lui révèle le secret de Madame Butterfly. Le domestique, épris de Pinkerton, vise ainsi à obtenir les faveurs sexuelles de son maître : il prodigue une fellation au lieutenant, qui le sodomise dans la foulée. Mais Pinkerton retrouve ensuite Madame Butterfly et Soussouki : il se livre alors à un cunnilingus sur Butterfly puis entame un rapport sexuel avec les deux femmes, tandis que Pinh-Lop se masturbe.

### Agenor fait un levage
Ce film se déroule dans une ville. Un homme trouve une prostituée. Il essaie de faire l'amour n'arrive pas à avoir une érection. L'homme est déçu. Il lit dans un journal qu'il existe un produit miracle. Il se le procure et il peut enfin la posséder.

### Devoirs de vacances
Ce film est assez particulier. Il présente un univers religieux avec des sœurs qui font du triolisme. Il y a aussi un chien qui fait un cunnilingus à l'une des femmes.

### L'Heure du thé
Pour ce film, c'est l'extérieur. Des personnages se rencontrent et nous avons affaire encore une fois à du triolisme. Ici quelque chose de rare : une fellation entre des hommes.

### Massages
Un homme est dans un centre. Il regarde son journal et voit qu'il y a des massages. Le film commence par des massages mais finit dans un autre triolisme.

### Buried Treasure
La grande particularité de ce film est c'est que c'est un cartoon. Dans ce film, il y a des personnages assez étranges et des situations sous forme de gags. Le cartoon se déroule dans une campagne où les animaux s'accouplent. On suit les gags d'un personnage.

## Fiche technique
- Titre original : Polissons et Galipettes
- Titre anglais : The Good Old Naughty Days
- Réalisateurs : anonymes pour les courts métrages originaux, Michel Reilhac pour la compilation
- Idée originale : Michel Reilhac et Sébastien Marnier, inspirés par Pascal Greggory
- Montage : Olivier Lupczynsky
- Musique : Eric Le Guen
- Nettoyage des scènes : Julien Goupy
- Société de production : Mélange Productions
- Sociétés de distribution : ID Distribution (France), Mikado (Italie), Strand Releasing (États-Unis)
- Pays d'origine :  France
- Langue originale : muet (cartons en français)
- Format : noir et blanc - 35 mm
- Interdit aux moins de 18 ans lors de sa sortie en salles
- Dates de sortie :
  - France : 20 mai 2002 (Quinzaine des réalisateurs), 24 juillet 2002 (sortie nationale)
  - États-Unis : 28 mars 2003 (New York), 4 avril 2003 (Festival de Philadelphie)

## Liste des films
1. La Coiffeuse (1905)
2. Atelier Faiminette (1921)
3. Abott Bitt au couvent (1925)
4. La Fessée à l’école (1925)
5. Mousquetaire au restaurant (1920)
6. La Voyeuse (1924)
7. Miss Butterfly (1925)
8. Agenor fait un levage (1925)
9. Devoirs de vacances (1920)
10. L'Heure du thé (1925)
11. Massages (1930)
12. Buried Treasure (1925)

## Autour du film
Une fausse suite[Quoi ?] est sortie en DVD en 2010 sous le titre Polissons et Galipettes (deconstructed). Compilée par Cécile Babiole, cette version regroupe des courts métrages qui ont été déstructurés : accélérations, ralentissement, anamorphoses, mosaïque, ondulation, mise en boucle.